# Psaltoda
Genre
Psaltoda est un genre d'insectes hémiptères de la famille des Cicadidae (cigales) présent dans l'Est de l'Australie. Il comprend seize espèces dont les plus connues sont Psaltoda moerens et P. plaga.

## Quelques espèces
- Psaltoda harrisii (Leach, 1814)
- Psaltoda moerens (Germar)
- Psaltoda plaga (Walker)